# Гозек
Гозек (на немски: Goseck) е община в Саксония-Анхалт, Германия, с 1018 жители (към 31 декември 2015). Намира се на река Зале.
Край Гозек е разкрит датиращ от 4900 г. пр.н.е. археологически обект, „рондел“ (Kreisgrabenanlage), чиито елементи са ориентирани в астрономически значими посоки. Реконструирани са негови дървени елементи и от 2005 мястото е отворено като туристическа атракция, нарична „слънчева наблюдателница“ (или „обсерватория“, нем. Sonnenobservatorium).